# Villa Jules-Laforgue
Villa Jules-Laforgue är en återvändsgata i Quartier d'Amérique i Paris nittonde arrondissement. Gatan är uppkallad efter den franske poeten Jules Laforgue (1860–1887). Villa Jules-Laforgue börjar vid Rue Miguel-Hidalgo 13–17.

## Omgivningar
- Saint-François-d'Assise
- Impasse Grimaud
- Villa Paul-Verlaine
- Villa Rimbaud
- Villa Claude-Monet
- Villa Maurice-Rollinat

## Bilder
| - Jules Laforgue. - Gatuskylt. - Saint-François-d'Assise. |

## Kommunikationer
- Tunnelbana – linjerna  – Danube
- Busshållplats Rhin et Danube – Paris bussnät

### Webbkällor
- ”Villa Jules-Laforgue”. Mairie de Paris. https://web.archive.org/web/20150514025859/http://www.v2asp.paris.fr/commun/v2asp/v2/nomenclature_voies/Voieactu/4961.nom.htm. Läst 17 januari 2024.
- ”Villa Jules-Laforgue (19ème arrondissement)”. Les rues de Paris. https://web.archive.org/web/20160409121606/http://www.parisrues.com/rues19/paris-19-villa-jules-laforgue.html. Läst 17 januari 2024.